# Bror Hjorths Hus

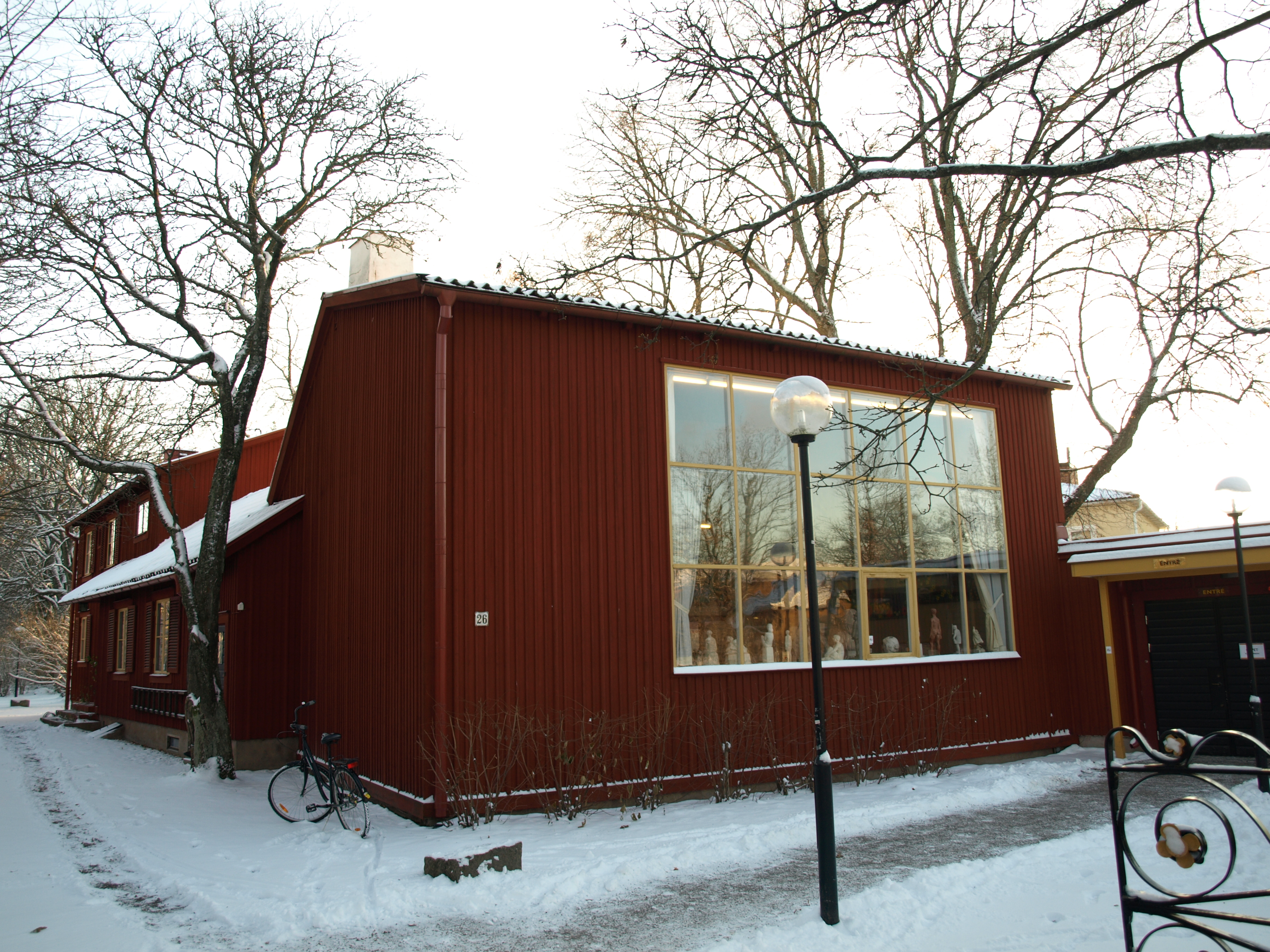
Bror Hjorths hus.

Bror Hjorths Hus är ett konstnärsmuseum i Uppsala. Museet är inrymt i Bror Hjorths tidigare bostad och ateljé på Norbyvägen 26, den plats han levde och arbetade på i  tjugofem år. Efter konstnärens död omvandlades byggnaden till museum. Museet har den största och mest representativa samlingen av Bror Hjorths konst. I museet visas målningar, skulpturer, reliefer och teckningar samt förarbeten och skisser till konstnärens många offentliga uppdrag. 
Museet bedriver en omfattande konstpedagogisk verksamhet och visar, utöver Bror Hjorths konst, även utställningar med andra konstnärer i en tillbyggd konsthall. Museet har också en museibutik och kafédel.
Bror Hjorths villa ritades 1943 av arkitekt Sten Hummel-Gumælius. Det faluröda trähuset anknyter till den uppländska byggnadstraditionen och avviker från de omkringliggande husen i stadsdelen Kåbo. I samband med att museet öppnade 1978 byggdes en receptionsdel till av samma arkitekt. I mitten av 1990-talet utökades museet med en utställningssal ritad av arkitekt Bengt Löfberg.
Bror Hjorths Hus drivs av en kommunal stiftelse (Bror Hjorthstiftelsen) med Uppsala kommun och familjen Hjorth som stiftare.